# Leichtathletik-Balkan-Meisterschaften 2021
Die 76. Leichtathletik-Balkan-Meisterschaften fanden vom 26. bis 27. Juni 2021 in der serbischen Stadt Smederevo statt.

## Ergebnisse Männer

### 100 m
| Platz | Athlet                | Land | Zeit (s) |
| ----- | --------------------- | ---- | -------- |
| 1     | Jak Ali Harvey        | TUR  | 10,33    |
| 2     | Ioannis Nyfandopoulos | GRC  | 10,53    |
| 3     | Alexander Donigian    | ARM  | 10,56    |
| 4     | Emre Zafer Barnes     | TUR  | 10,61    |
| 5     | Stavros Avgoustinou   | CYP  | 10,63    |
| 6     | Aleksa Kijanović      | SRB  | 10,64    |
| 7     | Theodoros Vrontinos   | GRC  | 10,65    |
| 8     | Cristian Roiban       | ROU  | 10,78    |

Finale: 26. Juni
Wind: +0,5 m/s

### 200 m
| Platz | Athlet                  | Land | Zeit (s) |
| ----- | ----------------------- | ---- | -------- |
| 1     | Serhij Smelyk           | UKR  | 20,62    |
| 2     | Jak Ali Harvey          | TUR  | 20,66    |
| 3     | Gal Arad                | ISR  | 21,12    |
| 4     | Panagiotis Trivyzas     | GRC  | 21,18    |
| 5     | Boško Kijanović         | SRB  | 21,27    |
| 6     | Blessing Akawasi Afriah | ISR  | 21,28    |
| 7     | Oğuz Uyar               | TUR  | 21,32    |
| 8     | Cristian Roiban         | ROU  | 21,48    |

27. Juni
Zusammenfassung der besten acht aus den drei Zeitläufen. Der Wind war in allen Rennen regelkonform.

### 400 m
| Platz | Athlet          | Land | Zeit (s) |
| ----- | --------------- | ---- | -------- |
| 1     | Luka Janežič    | SVN  | 46,57    |
| 2     | Rok Ferlan      | SVN  | 47,16    |
| 3     | Mihai Pîslaru   | ROU  | 47,27    |
| 4     | Boško Kijanović | SRB  | 47,29    |
| 5     | Jovan Stojoski  | MKD  | 47,66    |
| 6     | Mateo Ružić     | CRO  | 48,07    |
| 7     | Jordan Gjurow   | BUL  | 48,12    |
| 8     | Jakov Vuković   | CRO  | 48,21    |

26. Juni
Zusammenfassung der besten acht aus den zwei Zeitläufen.

### 800 m
| Platz | Athlet              | Land | Zeit (min) |
| ----- | ------------------- | ---- | ---------- |
| 1     | Žan Rudolf          | SVN  | 1:47,72    |
| 2     | Mehmet Çelik        | TUR  | 1:47,91    |
| 3     | Christos Kotitsas   | GRC  | 1:48,07 PB |
| 4     | Jewhen Huzol        | UKR  | 1:48,12    |
| 5     | Christos Dimitriou  | CYP  | 1:49,72    |
| 6     | Nicolae Coman       | ROU  | 1:50,59    |
| 7     | Jerwand Mkrttschjan | ARM  | 1:50,75 PB |
| 8     | Wladyslaw Fintschuk | UKR  | 1:50,99 PB |

27. Juni
Zusammenfassung der besten acht aus den zwei Zeitläufen.

### 1500 m
| Platz | Athlet              | Land | Zeit (min) |
| ----- | ------------------- | ---- | ---------- |
| 1     | Elzan Bibić         | SRB  | 3:52,23    |
| 2     | Ramazan Barbaros    | TUR  | 3:52,52    |
| 3     | Jerwand Mkrttschjan | ARM  | 3:52,52    |
| 4     | Amine Khadiri       | CYP  | 3:52,53    |
| 5     | Nicolae Coman       | ROU  | 3:53,32    |
| 6     | Süleyman Bekmezci   | TUR  | 3:55,42    |
| 7     | Adrian Garcea       | ROU  | 4:00,20    |
| 8     | Stefan Ćuković      | BIH  | 4:00,52    |

26. Juni

### 3000 m
| Platz | Athlet          | Land | Zeit (min) |
| ----- | --------------- | ---- | ---------- |
| 1     | Nicolae Soare   | ROU  | 8:04,23 PB |
| 2     | Dino Bošnjak    | CRO  | 8:08,68    |
| 3     | Ömer Amaçtan    | TUR  | 8:09,34 PB |
| 4     | Iwo Balabanow   | BUL  | 8:10,57    |
| 5     | Sezgin Ataç     | TUR  | 8:12,42 PB |
| 6     | Ilie Corneschi  | ROU  | 8:12,74 PB |
| 7     | Stojan Wladkow  | BUL  | 8:13,47    |
| 8     | Dario Ivanovski | MKD  | 8:14,89    |

27. Juni

### 5000 m
| Platz                 | Athlet          | Land | Zeit (min)  |
| --------------------- | --------------- | ---- | ----------- |
| 1                     | Nicolae Soare   | ROU  | 13:49,13 PB |
| 2                     | Andreas Vojta   | AUT  | 13:57,24    |
| 3                     | Dario Ivanovski | MKD  | 14:02,32 NR |
| 4                     | Ramazan Baştuğ  | TUR  | 14:14,69    |
| 5                     | Miloš Malešević | SRB  | 14:27,56    |
| 6                     | Petar Bratulić  | CRO  | 14:53,54    |
| 7                     | Zlatko Kožuhar  | CRO  | 16:19,88    |
|                       | Stojan Wladkow  | BUL  | DNF         |
| Ilie Corneschi        | ROU             | DNF  |             |
| Christian Steinhammer | AUT             | DNF  |             |
| Ramazan Özdemir       | TUR             | DNF  |             |
| Uroš Gutić            | BIH             | DNF  |             |

26. Juni

### 110 m Hürden
| Platz | Athlet             | Land | Zeit (s) |
| ----- | ------------------ | ---- | -------- |
| 1     | Stanislaw Stankow  | BUL  | 13,56    |
| 2     | Mikdat Sevler      | TUR  | 13,68    |
| 3     | Filip Jakob Demšar | SVN  | 13,78    |
| 4     | Cosmin Dumitrache  | ROU  | 13,87 PB |
| 5     | Luka Trgovčević    | SRB  | 13,94    |
| 6     | Kristijan Patarow  | BUL  | 7,97     |
| 7     | Doğukan Kilcioğlu  | TUR  | 14,50    |

27. Juni
Wind: −0,1 m/s

### 400 m Hürden
| Platz | Athlet               | Land | Zeit (s) |
| ----- | -------------------- | ---- | -------- |
| 1     | Dmytro Romanjuk      | UKR  | 50,3     |
| 2     | Denys Netschyporenko | UKR  | 51,2     |
| 3     | Adam Yakobi          | ISR  | 51,4     |
| 4     | Vlad Dulcescu        | ROU  | 52,4     |
| 5     | Miloš Marković       | SRB  | 53,5     |
| 6     | Hrvoje Neralić       | CRO  | 54,4     |
| 7     | Cristin Eșanu        | MDA  | 55,3     |
|       | Rusmir Malkočević    | BIH  | DNF      |

26. Juni

### 3000 m Hindernis
| Platz | Athlet            | Land | Zeit (min) |
| ----- | ----------------- | ---- | ---------- |
| 1     | Mitko Zenow       | BUL  | 8:48,00    |
| 2     | Hilal Yego        | TUR  | 8:52,65    |
| 3     | Andrei Ștefana    | ROU  | 9:04,08    |
| 4     | Belmin Mrkanović  | BIH  | 9:09,75    |
| 5     | Lovro Nedeljković | CRO  | 9:10,95    |
| 6     | Tomislav Novosel  | CRO  | 9:28,99    |
|       | Turgay Bayram     | TUR  | DNF        |

27. Juni

### 4 × 100 m Staffel
| Platz | Land                    | Athleten                                                                         | Zeit (s) |
| ----- | ----------------------- | -------------------------------------------------------------------------------- | -------- |
| 1     | Türkei                  | Ertan Özkan Jak Ali Harvey Kayhan Özer Oğuz Uyar                                 | 39,64    |
| 2     | Griechenland            | Konstantinos Zikos Theodoros Vrontinos Panagiotis Trivyzas Ioannis Nyfandopoulos | 40,04    |
| 3     | Israel                  | Omrei Sadan Blessing Akawasi Afriah Aviv Koffler Gal Arad                        | 40,12    |
| 4     | Rumänien                | Robert Breahna Marian Tănase Petre Rezmiveş Marius Țone                          | 40,19    |
| 5     | Serbien                 | Stefan Mihajlov Boško Kijanović Mihajlo Mandić Aleksa Kijanović                  | 40,98    |
| 6     | Armenien                | Rafik Ohanjan Rasmik Mkrttschjan Aramajis Sargsjan Alexander Donigian            | 43,02    |
|       | Bosnien und Herzegowina | Edhem Vikalo Hajrudin Vejzović Rusmir Malkočević Egon Savić                      | DNF      |

26. Juni

### 4 × 400 m Staffel
| Platz | Land      | Athleten                                                   | Zeit (min) |
| ----- | --------- | ---------------------------------------------------------- | ---------- |
| 1     | Slowenien | Jure Grkman Jan Vukovič Gregor Grahovac Lovro Mesec Košir  | 3:07,35    |
| 2     | Rumänien  | David Gudi Vlad Dulcescu Ionuț Olteanu Mihai Pîslaru       | 3:10,19    |
| 3     | Kroatien  | Zvonimir Ivašković Karlo Videka Jakov Vuković Mateo Ružić  | 3:11,56    |
| 4     | Serbien   | Miloš Marković Aleksa Tomić Miloš Radojković Ivan Marković | 3:11,56    |

27. Juni

### Hochsprung
| Platz | Athlet                | Land | Höhe (m) |
| ----- | --------------------- | ---- | -------- |
| 1     | Dmytro Jakowenko      | UKR  | 2,22     |
| 2     | Alperen Acet          | TUR  | 2,22     |
| 3     | Vasilios Konstantinou | CYP  | 2,19     |
| 4     | Konstandinos Baniotis | GRC  | 2,19     |
| 5     | Dan Lăzărică          | ROU  | 2,13     |
| 5     | Tichomir Iwanow       | BUL  | 2,13     |
| 7     | Slavko Stević         | SRB  | 2,13     |
| 8     | Filip Mrčić           | CRO  | 2,09     |

26. Juni

### Stabhochsprung
| Platz | Athlet              | Land | Höhe (m) |
| ----- | ------------------- | ---- | -------- |
| 1     | Emmanouil Karalis   | GRC  | 5,70     |
| 2     | Ersu Şaşma          | TUR  | 5,60     |
| 3     | Robert Renner       | SVN  | 5,40     |
| 4     | Ivan Horvat         | CRO  | 5,30     |
| 4     | Iwan Jerjomin       | UKR  | 5,30     |
| 6     | Miloš Savić         | SRB  | 5,20     |
| 7     | Nikandros Stylianou | CYP  | 5,10     |
| 8     | Ewgeni Enew         | BUL  | 5,00     |

27. Juni

### Weitsprung
| Platz | Athlet                 | Land | Weite (m) |
| ----- | ---------------------- | ---- | --------- |
| 1     | Gabriel Bitan          | ROU  | 8,11 PB   |
| 2     | Serhij Nykyforow       | UKR  | 8,09      |
| 3     | Lazar Anić             | SRB  | 7,91      |
| 4     | Izmir Smajlaj          | ALB  | 7,89      |
| 5     | Filip Pravdica         | CRO  | 7,78      |
| 6     | Alper Kulaksız         | TUR  | 7,56      |
| 7     | Jaroslaw Issatschenkow | UKR  | 7,40      |
| 8     | Daniel Dobrew          | BUL  | 7,37      |

26. Juni

### Dreisprung
| Platz | Athlet                 | Land | Weite (m) |
| ----- | ---------------------- | ---- | --------- |
| 1     | Nikolaos Andrikopoulos | GRC  | 16,73 PB  |
| 2     | Georgi Zonow           | BUL  | 16,12     |
| 3     | Alexandru Tache        | ROU  | 16,04     |
| 4     | Dimitar Taschew        | BUL  | 15,78     |
| 5     | Mert Çiçek             | TUR  | 15,72     |
| 6     | Rustam Məmmədov        | AZE  | 15,69     |
| 7     | Sedin Heco             | BIH  | 15,22     |
| 8     | Aramajis Sargsjan      | ARM  | 14,29     |

27. Juni

### Kugelstoßen
| Platz | Athlet              | Land | Weite (m) |
| ----- | ------------------- | ---- | --------- |
| 1     | Armin Sinančević    | SRB  | 21,50     |
| 2     | Asmir Kolašinac     | SRB  | 20,54     |
| 3     | Marius Musteata     | ROU  | 19,98     |
| 4     | Tomaš Đurović       | MNE  | 19,89     |
| 5     | Alperen Karahan     | TUR  | 19,59     |
| 6     | Giorgi Mudscharidse | GEO  | 19,55     |
| 7     | Kyriakos Zotos      | GRE  | 19,38     |
| 8     | Nikolaos Skarvelis  | GRC  | 18,55     |

26. Juni

### Diskuswurf
| Platz | Athlet                | Land | Weite (m) |
| ----- | --------------------- | ---- | --------- |
| 1     | Danijel Furtula       | MNE  | 62,96     |
| 2     | Martin Marković       | CRO  | 60,84     |
| 3     | Rafael Antoniou       | CYP  | 59,09     |
| 4     | Marin Premeru         | CRO  | 58,16     |
| 5     | Christoforos Genethli | CYP  | 57,68     |
| 6     | Sergiu Ursu           | ROU  | 56,62     |
| 7     | Voislav Grubiša       | BIH  | 53,01     |
| 8     | Fatih Alpaslan        | TUR  | 51,44     |

27. Juni

### Hammerwurf
| Platz | Athlet                 | Land | Weite (m) |
| ----- | ---------------------- | ---- | --------- |
| 1     | Eşref Apak             | TUR  | 73,60     |
| 2     | Christos Frantzeskakis | GRC  | 72,74     |
| 3     | Michalis Anastasakis   | GRC  | 72,02     |
| 4     | Alexandros Poursanidis | CYP  | 69,36     |
| 5     | Mihăiță Micu           | ROU  | 64,35     |
| 6     | Batuhan Hizal          | TUR  | 64,28     |
| 7     | Nikola Michow          | BUL  | 63,80     |
| 8     | Vojislav Gvero         | SRB  | 62,82     |

26. Juni

### Speerwurf
| Platz | Athlet          | Land | Weite (m) |
| ----- | --------------- | ---- | --------- |
| 1     | Mark Slawow     | BUL  | 79,50     |
| 2     | Alexandru Novac | ROU  | 77,80     |
| 3     | Dejan Mileusnić | BIH  | 76,59     |
| 4     | Emin Öncel      | TUR  | 75,41     |
| 5     | Vedran Samac    | SRB  | 74,52     |
| 6     | Spyros Savva    | CYP  | 72,30     |
| 7     | George Zaharia  | ROU  | 68,21     |

27. Juni

### Zehnkampf
| Platz | Athlet           | Land | Punkte |
| ----- | ---------------- | ---- | ------ |
| 1     | Wadym Adamtschuk | UKR  | 7301   |
| 2     | Jan Mitsche      | AUT  | 7115   |
| 3     | Dragan Pešić     | MNE  | 6710   |
| 4     | Răzvan Roman     | ROU  | 6460   |
| 5     | Panagiotis Pitas | GRC  | 6398   |
| 6     | İlkay Aydemir    | TUR  | 5984   |
| 7     | Iwan Iwanow      | BUL  | 5624   |

26./27. Juni

## Ergebnisse Frauen

### 100 m
| Platz | Athletin                      | Land | Zeit (s) |
| ----- | ----------------------------- | ---- | -------- |
| 1     | Diana Vaisman                 | ISR  | 11,32    |
| 2     | Inna Eftimowa                 | BUL  | 11,34    |
| 3     | Rafaela Spanoudaki-Chatziriga | GRC  | 11,49    |
| 4     | Ivana Ilić                    | SRB  | 11,54    |
| 5     | Maja Mihalinec Zidar          | SVN  | 11,55    |
| 6     | Marina Andreea Baboi          | ROU  | 11,57    |
| 7     | Katerina Dalaka               | GRC  | 11,79    |
|       | Ramona Papaioannou            | CYP  | DSQ      |

Finale: 26. Juni
Wind: +0,5 m/s
Der ursprünglichen Bronzemedaillengewinnerin Ramona Papaioannou aus Zypern wurde ihre Medaille 2022 aufgrund eines Dopingverstoßes aberkannt.

### 200 m
| Platz | Athletin                      | Land | Zeit (s) |
| ----- | ----------------------------- | ---- | -------- |
| 1     | Rafaela Spanoudaki-Chatziriga | GRC  | 23,16    |
| 2     | Inna Eftimowa                 | BUL  | 23,41    |
| 3     | Olivia Fotopoulou             | CYP  | 23,50    |
| 4     | Veronika Drljačić             | CRO  | 23,64    |
| 5     | Ivana Ilić                    | SRB  | 23,65    |
| 6     | Marina Andreea Baboi          | ROU  | 23,82    |
| 7     | Tamara Milutinović            | SRB  | 23,94    |
| 8     | Maja Mihalinec Zidar          | SLO  | 23,97    |

27. Juni
Zusammenfassung der besten acht aus den drei Zeitläufen. Der Wind war in allen Rennen regelkonform. Die ursprünglich viertplatzierte Ramona Papaioannou aus Zypern wurde 2022 aufgrund eines Dopingverstoßes disqualifiziert.

### 400 m
| Platz | Athletin          | Land | Zeit (s) |
| ----- | ----------------- | ---- | -------- |
| 1     | Susanne Walli     | AUT  | 52,41    |
| 2     | Anita Horvat      | SVN  | 52,75    |
| 3     | Irini Vasiliou    | GRC  | 53,32    |
| 4     | Andriana Ferra    | GRC  | 53,60    |
| 5     | Maja Pogorevc     | SVN  | 53,97    |
| 6     | Veronika Drljačić | CRO  | 54,56    |
| 7     | Kristina Borukowa | BUL  | 55,23    |
| 8     | Wanessa Jankowa   | BUL  | 55,47    |

26. Juni
Zusammenfassung der besten acht aus den zwei Zeitläufen.

### 800 m
| Platz | Athletin            | Land | Zeit (min) |
| ----- | ------------------- | ---- | ---------- |
| 1     | Maja Pačarić        | CRO  | 2:04,26 PB |
| 2     | Switlana Schulschyk | UKR  | 2:04,75    |
| 3     | Anastassija Rjemjen | UKR  | 2:04,78    |
| 4     | Maria Florea        | ROU  | 2:05,64 PB |
| 5     | Marija Stambolić    | SRB  | 2:06,82    |
| 6     | Liljana Georgiewa   | BUL  | 2:07,47    |
| 7     | Tuğba Toptaş        | TUR  | 2:07,72    |
| 8     | Polina Todorowa     | BUL  | 2:09,17    |

26. Juni

### 1500 m
| Platz | Athletin              | Land | Zeit (min) |
| ----- | --------------------- | ---- | ---------- |
| 1     | Oryssja Demjanjuk     | UKR  | 4:19,77    |
| 2     | Maja Pačarić          | CRO  | 4:20,74 PB |
| 3     | Maria Florea          | ROU  | 4:21,01    |
| 4     | Hanna Mischtschenko   | UKR  | 4:21,02    |
| 5     | Emine Hatun Mechaal   | TUR  | 4:21,91    |
| 6     | Karawan Halabi        | ISR  | 4:24,07    |
| 7     | Maria Talida Sfârghiu | ROU  | 4:27,12    |
| 8     | Klara Andrijašević    | CRO  | 4:34,32    |

27. Juni

### 3000 m
| Platz | Athletin         | Land | Zeit (min) |
| ----- | ---------------- | ---- | ---------- |
| 1     | Adela Bălțoi     | ROU  | 09:57,30   |
| 2     | Burcu Subatan    | TUR  | 10:00,59   |
| 3     | Alma Hrnjić      | BIH  | 10:27,34   |
| 4     | Ecaterina Cernat | MDA  | 10:45,36   |

26. Juni

### 5000 m
| Platz | Athletin            | Land | Zeit (min)  |
| ----- | ------------------- | ---- | ----------- |
| 1     | Klara Lukan         | SVN  | 15:37,11    |
| 2     | Anastasia Marinakou | GRC  | 16:09,05 PB |
| 3     | Elif Dağdelen       | TUR  | 16:09,10 PB |
| 4     | Meropi Panagiotou   | CYP  | 16:09,90 NR |
| 5     | Claudia Prisecaru   | ROU  | 16:13,91 PB |
| 6     | Marinela Ninewa     | BUL  | 16:53,97 PB |
| 7     | Sümeyye Erol        | TUR  | 17:21,47    |
| 8     | Tea Faber           | CRO  | 17:22,63 PB |

27. Juni

### 100 m Hürden
| Platz | Athletin            | Land | Zeit (s) |
| ----- | ------------------- | ---- | -------- |
| 1     | Elisavet Pesiridou  | GRC  | 13,06    |
| 2     | Beate Schrott       | AUT  | 13,07    |
| 3     | Anamaria Nesteriuc  | ROU  | 13,17    |
| 4     | Natalia Christofi   | CYP  | 13,17    |
| 5     | Ivana Lončarek      | CRO  | 13,28    |
| 6     | Elena Mitewa        | BUL  | 13,34    |
| 7     | Anja Lukić          | SRB  | 13,34    |
| 8     | Hanna Tschubkowzowa | UKR  | 13,40    |

27. Juni
Zusammenfassung der besten acht aus den zwei Zeitläufen. Der Wind war in beiden Rennen regelkonform.

### 400 m Hürden
| Platz | Athletin           | Land | Zeit (s) |
| ----- | ------------------ | ---- | -------- |
| 1     | Dimitra Gnafaki    | GRC  | 57,00 PB |
| 2     | Agata Zupin        | SVN  | 57,22    |
| 3     | Marija Mykolenko   | UKR  | 57,52    |
| 4     | Drita Islami       | MKD  | 58,07    |
| 5     | Kristina Borukowa  | BUL  | 58,91    |
| 6     | Ida Šimunčić       | CRO  | 59,27    |
| 7     | Maja Gajić         | SRB  | 59,87    |
| 8     | Tetjana Besschjiko | UKR  | 60,34    |

26. Juni
Zusammenfassung der besten acht aus den zwei Zeitläufen.

### 3000 m Hindernis
| Platz | Athletin           | Land | Zeit (min)  |
| ----- | ------------------ | ---- | ----------- |
| 1     | Elena Pănăeţ       | ROU  | 09:44,27    |
| 2     | Natalija Strebkowa | UKR  | 09:45,56    |
| 3     | Claudia Prisecaru  | ROU  | 09:46,66 PB |
| 4     | Elif Dağdelen      | TUR  | 09:59,19    |
| 5     | Özlem Kaya         | TUR  | 10:04,40    |
| 6     | Lena Millonig      | AUT  | 10:43,53    |
| 7     | Tea Faber          | CRO  | 10:51,11 PB |
| 8     | Karin Gošek        | SVN  | 10:59,39    |

27. Juni

### 4 × 100 m Staffel
| Platz | Land         | Athletin                                                       | Zeit (s) |
| ----- | ------------ | -------------------------------------------------------------- | -------- |
| 1     | Griechenland | Katerina Dalaka Andriana Ferra Maria Gatou Korina Politi       | 45,24    |
| 2     | Serbien      | Anja Lukić Ivana Ilić Tamara Milutinović Milana Tirnanić       | 45,58    |
| 3     | Rumänien     | Ana Roșianu Roxana Ene Anamaria Nesteriuc Marina Andreea Baboi | 3:39,53  |
| 4     | Israel       | Eden Finkelstein Diana Vaisman Daniel Polster Ilana Dorfman    | 45,89    |

26. Juni

### 4 × 400 m Staffel
| Platz | Land         | Athletin                                                                    | Zeit (min) |
| ----- | ------------ | --------------------------------------------------------------------------- | ---------- |
| 1     | Slowenien    | Agata Zupin Gala Trajkovič Maja Pogorevc Anita Horvat                       | 3:33,19    |
| 2     | Griechenland | Elpida-Ioanna Karkalatou Korina Politi Andriana Ferra Irini Vasiliou        | 3:34,87    |
| 3     | Ukraine      | Tetjana Besschjiko Anastassija Rjemjen Switlana Schulschyk Marija Mykolenko | 3:39,53    |
| 4     | Serbien      | Maja Gajić Dragana Macanović Tamara Milutinović Tijana Japundžić            | 3:42,66    |
| 5     | Kroatien     | Ida Šimunčić Ivona Zemunik Maja Pačarić Veronika Drljačić                   | 3:44,67    |
| 6     | Rumänien     | Iulia Banaga Florina Ștefana Bianca Anton Cristina Bălan                    | 3:47,01    |

27. Juni

### Hochsprung
| Platz | Athletin             | Land | Höhe (m) |
| ----- | -------------------- | ---- | -------- |
| 1     | Marija Vuković       | MNE  | 1,97 NR  |
| 2     | Daniela Stanciu      | ROU  | 1,92     |
| 3     | Lia Apostolovski     | SVN  | 1,89     |
| 4     | Ana Šimić            | CRO  | 1,89     |
| 5     | Ioanna Zakka         | GRC  | 1,86     |
| 6     | Tatiana Gousin       | GRC  | 1,86     |
| 7     | Danielle Frenkel     | ISR  | 1,86     |
| 8     | Despina Charalambous | CYP  | 1,82     |

27. Juni

### Stabhochsprung
| Platz | Athletin               | Land | Höhe (m) |
| ----- | ---------------------- | ---- | -------- |
| 1     | Nikoleta Kyriakopoulou | GRC  | 4,60     |
| 2     | Jana Hladijtschuk      | UKR  | 4,50     |
| 3     | Buse Arıkazan          | TUR  | 4,40     |
| 4     | Demet Parlak           | TUR  | 4,20     |
| 5     | Elija Valentić         | CRO  | 4,00     |
| 6     | Lara Juriša            | CRO  | 3,70     |
| 7     | Andreea Drăgan         | ROU  | 3,60     |
| 8     | Marija Kapuschewa      | BUL  | 3,40     |

26. Juni

### Weitsprung
| Platz | Athletin               | Land | Weite (m) |
| ----- | ---------------------- | ---- | --------- |
| 1     | Florentina Iușco       | ROU  | 6,65      |
| 2     | Milica Gardašević      | SRB  | 6,61      |
| 3     | Filippa Fotopoulou     | CYP  | 6,38      |
| 4     | Iryna Nerubalschtschuk | UKR  | 6,32      |
| 5     | Nektaria Panagi        | CYP  | 6,30      |
| 6     | Efthymia Kolokytha     | GRC  | 6,28      |
| 7     | Sara Lukić             | SRB  | 6,19      |
| 8     | Milena Mitkowa         | BUL  | 6,16      |

27. Juni

### Dreisprung
| Platz | Athletin           | Land | Weite (m) |
| ----- | ------------------ | ---- | --------- |
| 1     | Neja Filipič       | SVN  | 14,25     |
| 2     | Spyridoula Karydi  | GRC  | 14,12     |
| 3     | Tuğba Danışmaz     | TUR  | 14,07     |
| 4     | Tetjana Ptaschkina | UKR  | 13,55     |
| 5     | Jovana Ilić        | SRB  | 13,53     |
| 6     | Eva Pepelnak       | SVN  | 13,29     |
| 7     | Diana Ion          | ROU  | 13,15     |
| 8     | Paola Borović      | CRO  | 12,96     |

26. Juni

### Kugelstoßen
| Platz | Athletin           | Land | Weite (m) |
| ----- | ------------------ | ---- | --------- |
| 1     | Emel Dereli        | TUR  | 18,02     |
| 2     | Pınar Akyol        | TUR  | 17,02     |
| 3     | Maria Mangoulia    | GRC  | 14,44     |
| 4     | Ioana Țigănașu     | ROU  | 13,93     |
| 5     | Renata Petkowa     | BUL  | 13,25     |
| 6     | Gorana Tešanović   | BIH  | 13,22     |
| 7     | Michaela Blagunowa | BUL  | 12,37     |

27. Juni

### Diskuswurf
| Platz | Athletin                  | Land | Weite (m) |
| ----- | ------------------------- | ---- | --------- |
| 1     | Chrysoula Anagnostopoulou | GRC  | 59,87     |
| 2     | Dragana Tomašević         | SRB  | 56,62     |
| 3     | Özlem Becerek             | TUR  | 54,54     |
| 4     | Estel Valeanu             | ISR  | 54,36     |
| 5     | Androniki Lada            | CYP  | 54,29     |
| 6     | Ioana Țigănașu            | ROU  | 49,46     |
| 7     | Renata Petkowa            | BUL  | 46,37     |
| 8     | Ana Bošković              | MNE  | 43,98     |

26. Juni

### Hammerwurf
| Platz | Athletin            | Land | Weite (m) |
| ----- | ------------------- | ---- | --------- |
| 1     | Hanna Skydan        | AZE  | 71,18     |
| 2     | Bianca Ghelber      | ROU  | 70,00     |
| 3     | Anamari Kožul       | CRO  | 67,38     |
| 4     | Stamatia Skarvelis  | GRC  | 66,58     |
| 5     | Kıvılcım Kaya       | TUR  | 65,40     |
| 6     | Iliana Korosidou    | GRC  | 62,44     |
| 7     | Aleksandra Ivanović | SRB  | 56,54     |
| 8     | Ajla Bašić          | BIH  | 51,78     |

27. Juni

### Speerwurf
| Platz | Athletin         | Land | Weite (m)   |
| ----- | ---------------- | ---- | ----------- |
| 1     | Elina Tzengko    | GRC  | 61,42       |
| 2     | Adriana Vilagoš  | SRB  | 60,94 NU20R |
| 3     | Marija Vučenović | SRB  | 56,55       |
| 4     | Münevver Hancı   | TUR  | 55,08       |
| 5     | Esra Türkmen     | TUR  | 51,79       |
| 6     | Vanja Spaić      | BIH  | 49,93       |
| 7     | Ioana Plăvan     | ROU  | 49,07       |
| 8     | Lili Stojtschewa | BUL  | 44,97       |

26. Juni

### Siebenkampf
| Platz | Athletin             | Land | Punkte |
| ----- | -------------------- | ---- | ------ |
| 1     | Stylani Tzikanoula   | GRC  | 5183   |
| 2     | Marina Živković      | SRB  | 5036   |
| 3     | Emine Selda Kırdemir | TUR  | 4733   |
| 4     | Harithea Irakleous   | CYP  | 4708   |
| 5     | Ezgi Şayir           | TUR  | 4659   |
| 6     | Iwa Alexandrowa      | BUL  | 4295   |
| 7     | Dimana Jordanowa     | BUL  | 4029   |
|       | Florentina Budică    | ROU  | DNF    |

26./27. Juni